# Nora Marks Dauenhauer
Pour les articles homonymes, voir Marks et Dauenhauer.
Nora Marks Dauenhauer, connue comme Keix̱wnéi, née le 8 mai 1927 à Juneau (Alaska) et morte le 25 septembre 2017, est une poète, écrivaine et anthropologue américaine et alaskaine tlingite.
Elle a effectué des recherches avancées sur la langue tlingit et était membre de l'association Shax'saanikee. Elle a notamment remporté un American Book Award en 2008 pour son livre Russians in Tlingit America: The Battles of Sitka, 1802 And 1804, coécrit avec Lydia T. Black et son mari Richard Dauenhauer.

## Biographie
Nora Marks naît en 1927 sous le nom de Keix̱wnéi ; elle est le premier des seize enfants de la famille issue d'Emma Marks (1913–2006), originaire de Yakutat (Alaska), et de Willie Marks (1902–1981), un Tlingit de Hoonah (Alaska). Suivant sa mère dans le système matrilinéaire de la nation tlingite, elle est membre de la moitié « Raven » du peuple, du clan Lukaax̱.ádi, ainsi que du Shaka Hít ou « Canoe Prow House » de la rivière Alsek. Le grand-père maternel de la mère de Nora était Frank Italio (1870–1956), un informateur de l'anthropologue Frederica de Laguna, dont les connaissances ont été incorporées dans l'ethnographie de la famille De Laguna en 1972, intitulée Under Mount St. Elias.
Nora Marks Dauenhauer obtient un diplôme en anthropologie à l'université méthodiste d'Alaska à Anchorage (B. A.) en 1976 et, avec son mari Richard Dauenhauer, poète et traducteur, rédige la notable collection Classics of Tlingit Oral Literature de la Sealaska Corporation (en).

### Vie privée
Habitant à Juneau en Alaska, Nora Marks a eu avec son mari Richard, décédé en août 2014, quatre enfants, douze petits-enfants et quinze arrière-petits-enfants.

## Prix et distinctions
En 1980, Nora Marks Dauenhauer est nommée Humanist of the Year (« Humaniste de l'année ») par l'Alaska Humanities Forum. En 2005, elle reçoit un Community Spirit Award décerné par le First People’s Fund,. En 2008, elle remporte un American Book Award et entre deux ans plus tard dans le Alaska Women's Hall of Fame (en).

## Publications
- (en) « Egg Boat », in Earth Power Coming: Short Fiction in Native American Literature, ed. Simon J. Ortiz, pp. 155–161. Tsaile: Navajo Community College Press, 1983.
- (en) « Context and Display in Northwest Coast Art », New Scholar, vol. 10, pp. 419–432, 1986.
- (en) The Droning Shaman: Poems by Nora Marks Dauenhauer, Haines, The Black Current Press, 1988
- (en) « The Battles of Sitka, 1802 and 1804, from the Tlingit, Russian, and Other Points of View », in Russia in North America, éd. Richard Pierce, pp. 6–24. Kingston, Ontario: Limestone Press, 1990[1].

Avec Richard Dauenhauer
- (en) Haa tuwunaagu yis, for healing our spirit : Tlingit oratory (1990)
- (en) Haa shuka, our ancestors speak (1987)
- (en) Haa Kusteeyi, Our Culture (1994)
- (en) The droning shaman (1988)
- (en) Beginning Tlingit (1976)
- (en) Life woven with song (2000)
- (en) Russians in Tlingit America, University of Washington Press, 2008, 491 p. (ISBN 978-0-295-98601-2, lire en ligne)[1].

Avec Philip Binham
- (en) Snow in May: An Anthology of Finnish Writing 1945–1972, Madison, New Jersey, Fairleigh Dickinson University Press (1978)[1].